# Халастелек
Халаштелек (на унгарски: Halásztelek) е град в област Пещ, северна Унгария. Населението му е 10 581 души (по приблизителна оценка за януари 2018 г.).
Разположен е на 111 m надморска височина в северозападния край на остров Чепел, на брега на главния ръкав на река Дунав и на 15 km южно от центъра на Будапеща. Селището се споменава от началото на XVIII век, но територията му често е заливана от Дунав и местността е трайно заселена през следващото столетие. Между двете световни войни там се заселват много българи, а през втората половина на XX век населението му нараства неколкократно. През 2008 година получава статут на град.

## Известни личности
Родени в Халаштелек
- Ласло Чех (р. 1985), плувец